# 伯恩赛德引理
伯恩赛德引理（英語：Burnside's lemma），也叫伯恩赛德计数定理（Burnside's counting theorem），柯西-弗罗贝尼乌斯引理（Cauchy-Frobenius lemma）或轨道计数定理（orbit-counting theorem），是群论中一个结果，在考虑对称的计数中经常很有用。该结论被冠以多个人的名字，其中包括威廉·伯恩赛德、波利亚、柯西和弗罗贝尼乌斯。这个命题不属于伯恩赛德自己，他只是在自己的书中《有限群论 On the Theory of Groups of Finite Order》引用了，而将其归于弗罗贝尼乌斯 (1887)。
下文中，设 {\displaystyle G} 是一个有限群，作用在集合 {\displaystyle X} 上。对每个属于 {\displaystyle G} 的  {\displaystyle g} ，令 {\displaystyle X^{g}} 表示 {\displaystyle X} 中在 {\displaystyle g} 作用下的不动元素。伯恩赛德引理断言轨道数（记作 {\displaystyle |X/G|}）由如下公式给出：
{\displaystyle |X/G|={\frac {1}{|G|}}\sum _{g\in G}|X^{g}|.\,}
从而轨道数（是一个自然数或无穷）等于被 G 中一个元素保持不动的点个数的平均值（故同样是自然数或无穷）。

## 应用举例

### 環狀排列
使用兩種顏色對三個珠子染色，共有{\displaystyle 2^{3}=8}種染色方法，而只有四種旋轉後不重合的染色方法，用二元數列表示為{\displaystyle 000,001,011,111}。旋轉對稱將染色方法的集合X分為四個軌道：{\displaystyle X=\{000\}\cup \{001,010,100\}\cup \{011,101,110\}\cup \{111\}}。考慮三種可能的旋轉：「空旋轉」，順時針轉一個單位，順時針轉兩個單位；它們對應的不動點數目分別為8，2，2，因此軌道數為{\displaystyle {\frac {1}{3}}(8+2+2)=4}。對於長度為4的環狀排列，共有16種染色方法，4個旋轉；0個單位的旋轉有16個不動點，1個單位和3個單位的旋轉有不動點0000,1111；2個單位的旋轉有不動點0000,0101,1010,1111。因此軌道數為{\displaystyle {\frac {1}{4}}(16+2+4+2)=6}。具體地，0000,0001,0011,0101,0111,1111為六種旋轉後不重合的染色方法。

### 立方體染色
使用三種顏色對立方體的六個面染色，將旋轉后相同的視為一種染色，染色方式總數可以由上述公式確定。
選取一個定向，設{\displaystyle X}是這個定向立方體所有{\displaystyle 3^{6}}種可能面染色組合，立方體的旋轉群{\displaystyle G}顯然是作用在{\displaystyle X}上的群。且若{\displaystyle X}的兩個元素（染色組合）屬于同一軌道，則其中一個染色可以通過旋轉變成另一個染色，因而考慮旋轉對稱後不同的染色數就是{\displaystyle X}關於{\displaystyle G}的軌道数，可以通過數{\displaystyle G}的{\displaystyle 24}個元素的不動集合的大小求出來。

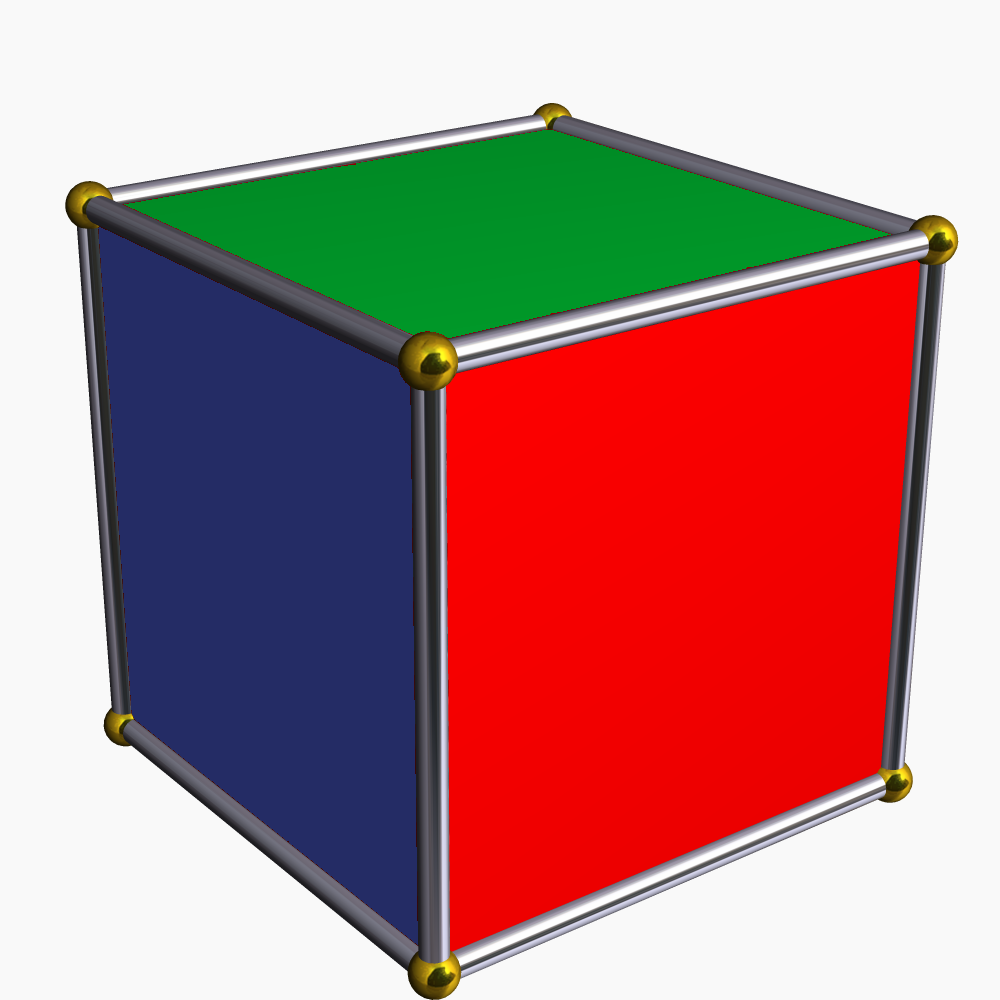
立方體面染色

- 一個恒同元素保持 X 的所有 36 個元素不變。
- 六個 90 度面旋轉，每一個保持 X 的 33 個元素不變。[3]
- 三個 180 度面旋轉，每一個保持 X 的 34 個元素不變。
- 八個 120 度頂點旋轉，每一個保持 X 的 32 個元素不變。
- 六個 180 度邊旋轉，每一個保持 X 的 33 個元素不變。

這些自同構的詳細檢驗可參見循環指標。
這樣，平均不動集合的大小是
{\displaystyle {\frac {1}{24}}(3^{6}+6\times 3^{3}+3\times 3^{4}+8\times 3^{2}+6\times 3^{3})=57.\,}
從而有 57 種旋轉不同的立方體面 3 色染色方式。一般地，使用 n 種顏色，立方體不同的旋轉面染色數是
{\displaystyle {\frac {1}{24}}(n^{6}+3n^{4}+12n^{3}+8n^{2}).\,}

## 证明
定理的證明利用軌道-中心化子定理以及 X 是軌道的不交并的事實：
{\displaystyle \sum _{g\in G}|X^{g}|=|\{(g,x)\in G\times X\mid g\cdot x=x\}|=\sum _{x\in X}|G_{x}|}
{\displaystyle =\sum _{x\in X}{\frac {|G|}{|G.x|}}=|G|\sum _{x\in X}{\frac {1}{|G.x|}}=|G|\sum _{A\in X/G}\sum _{x\in A}{\frac {1}{|A|}}}
{\displaystyle =|G|\sum _{A\in X/G}1=|G|\cdot |X/G|.}

## 历史：该引理不属于伯恩赛德
威廉·伯恩賽德在他1897年關于有限群的書中陳述并證明了這個引理，將其歸于弗罗贝尼乌斯 1887。不過在弗羅貝尼烏斯以前，這個公式在1845年已經為柯西所知。事實上，這個引理明顯如此有名，伯恩賽德不過忽略了將其歸于柯西。因此，這個引理有時候也稱為不是伯恩賽德的引理
。這可能看起來不那么有歧義，伯恩賽德對這個領域貢獻了許多引理。